# ساندنيس
ساندنيس (بالنرويجية: Sandnes) هي مدينة وبلدية في مقاطعة روغالاند، النرويج، وهي ثامن أكبر مدينة في النرويج. تقع مباشرة جنوب مدينة ستافانجر (رابع أكبر مدن النرويج). وتعتبر منطقة ساندنيس/ ستافانغر مُدمَجة ثالث أكبر منطقة حضرية في النرويج، وهي ذات طبوغرافيا مسطحة. تنقسم المدينة إلى 13 منطقة، أما البلدية فتضم العديد من المناطق الريفية. يقع مطار ساندنيس/ ستافانغر الدولي في بلدية سولا القريبة.

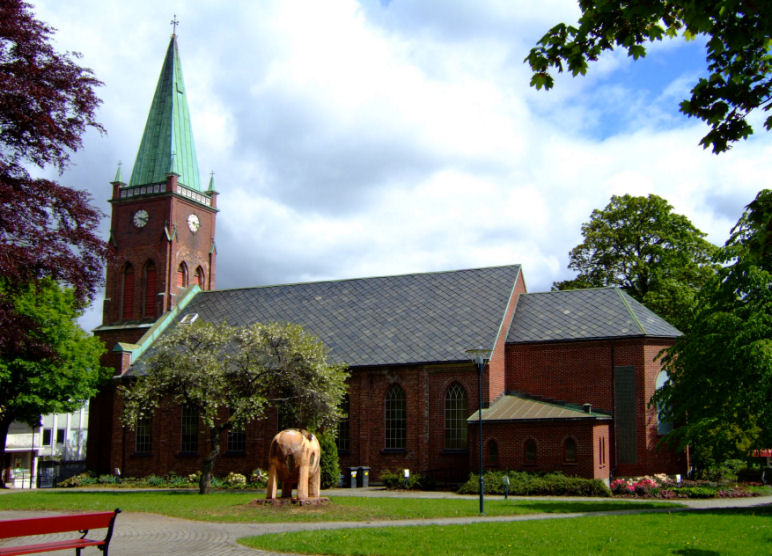
كنيسة ساندنيس

## الاقتصاد
تضم ساندنيس مجموعة كبيرة من متاجر التجزئة، يزورها الكثير من سكان البلديات المجاورة. وتُعرف ساندنيس بمدينة الدرّاجات الأولى في النرويج، ويرجع ذلك أساسا إلى أن مقر مصانع Øglænd DBS للدراجات الهوائية كانت هناك على مدى عقود.
تتمتع المدينة بقاعدة صناعية نشطة، وهناك كذلك نشاط كبير في مجال استكشاف النفط في بحر الشمال، وبعض الشركات المرتبطة بتكنولوجيا المعلومات. ويوجد بها أيضا قاعدة عسكرية. يعمل حوالي 30٪ من السكان في ستافانغر.
في السابق كانت ساندنيس تعرف بمدينة الفخار في النرويج - بسبب صناعة الخزف الهامة التي بُنيت على التواجد الكثيف لمادة الصلصال في المناطق المحيطة بها.

## الثقافة والرياضة
يلعب فريق كرة القدم الرئيسي لساندنيس (Sandnes Ulf) - اعتبارا من عام 2016 - في دوري المستوى الثاني النرويجي.
يُعتبر مصنع العلوم (Vitenfabrikken) أهم أماكن الجذب السياحي في ساندنيس. وهو عبارة عن متحف للعلوم مساحته أربعة آلاف متر مربع يحوي معارض للعلوم والفنون وبلانتاريوم وتلسكوبات شمسية وعروض في الكيمياء.
تُعد سانديس ساندنيس المدينة الوحيدة في النرويج العضو في شبكة المدن الصحية التابعة لمنظمة الصحة العالمية. وقد اختيرت ساندنيس وستافانغر إلى جانب ليفربول بالمملكة المتحدة كعاصمة للثقافة الأوروبية لعام 2008.

## معرض صور

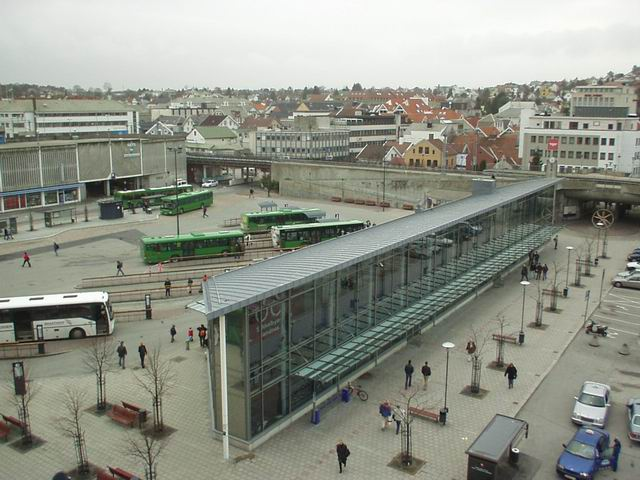
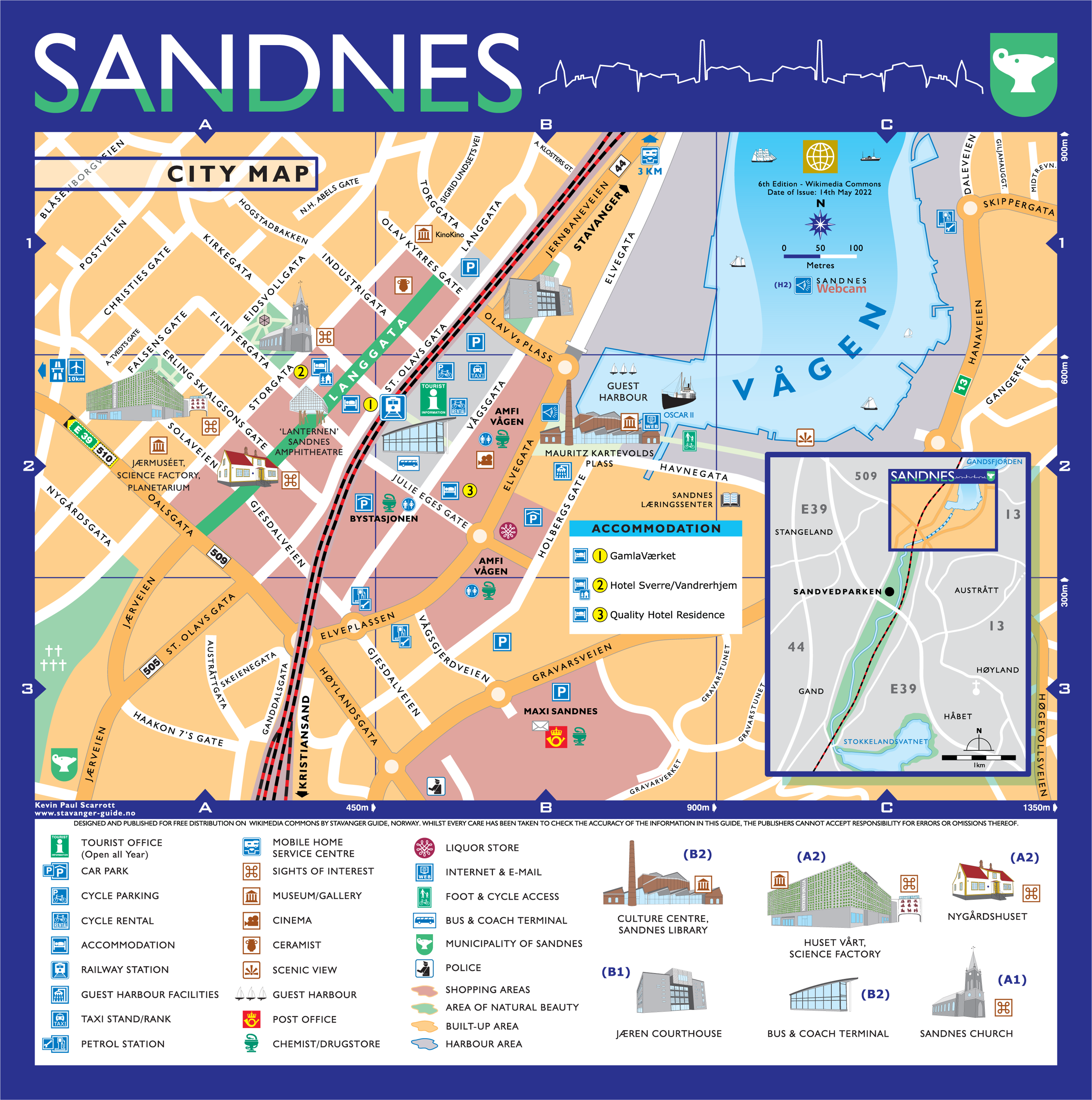
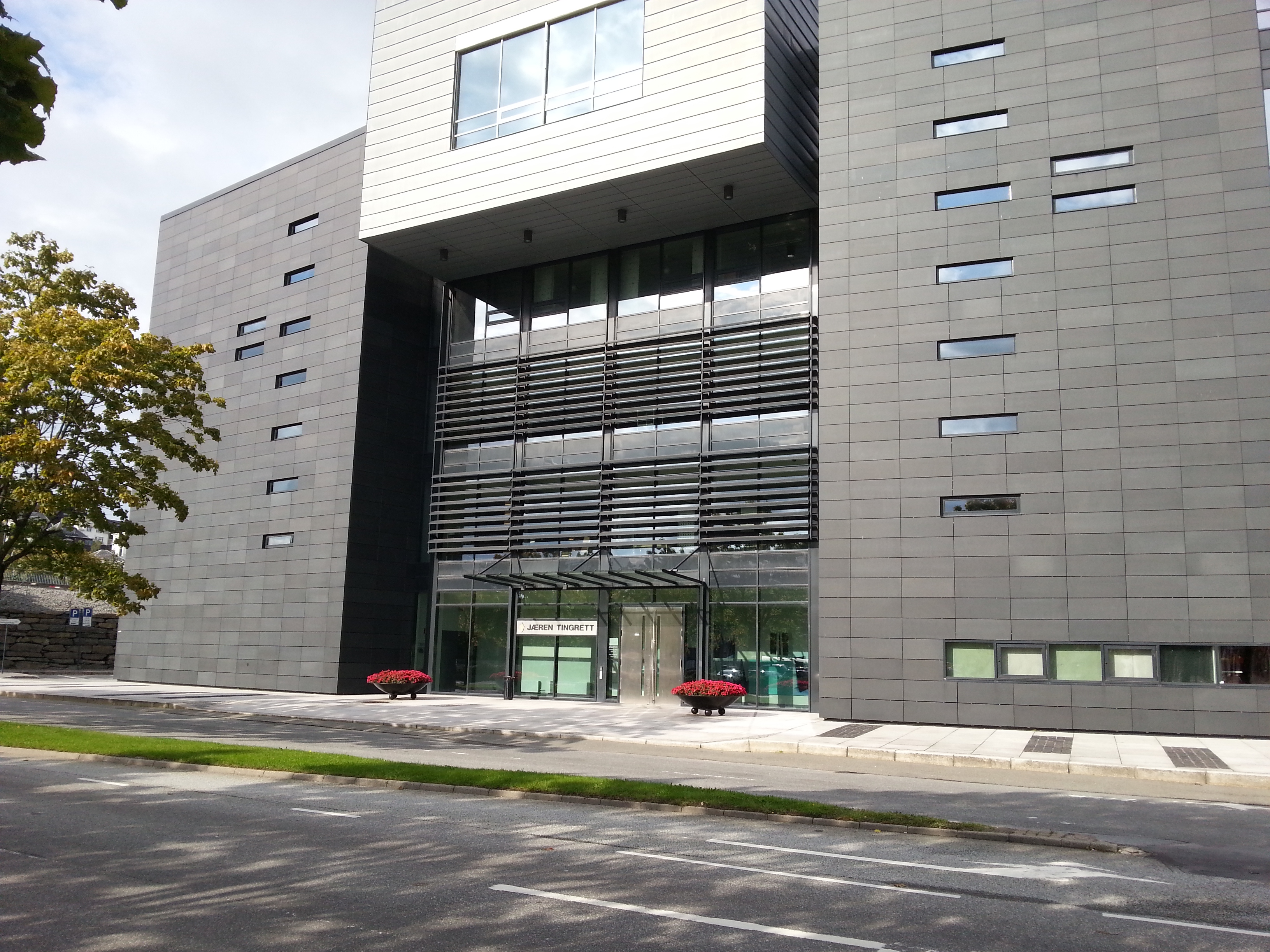
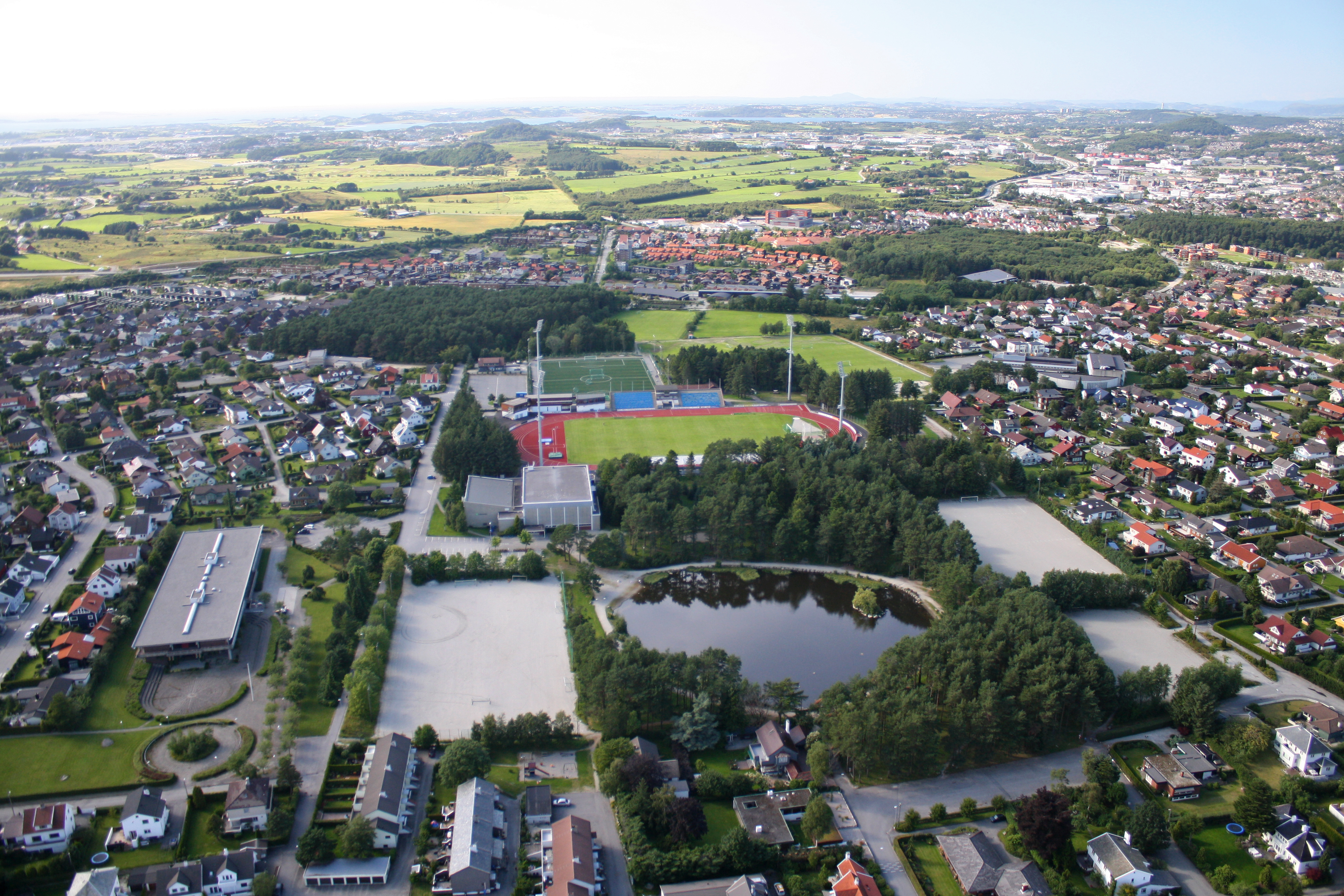
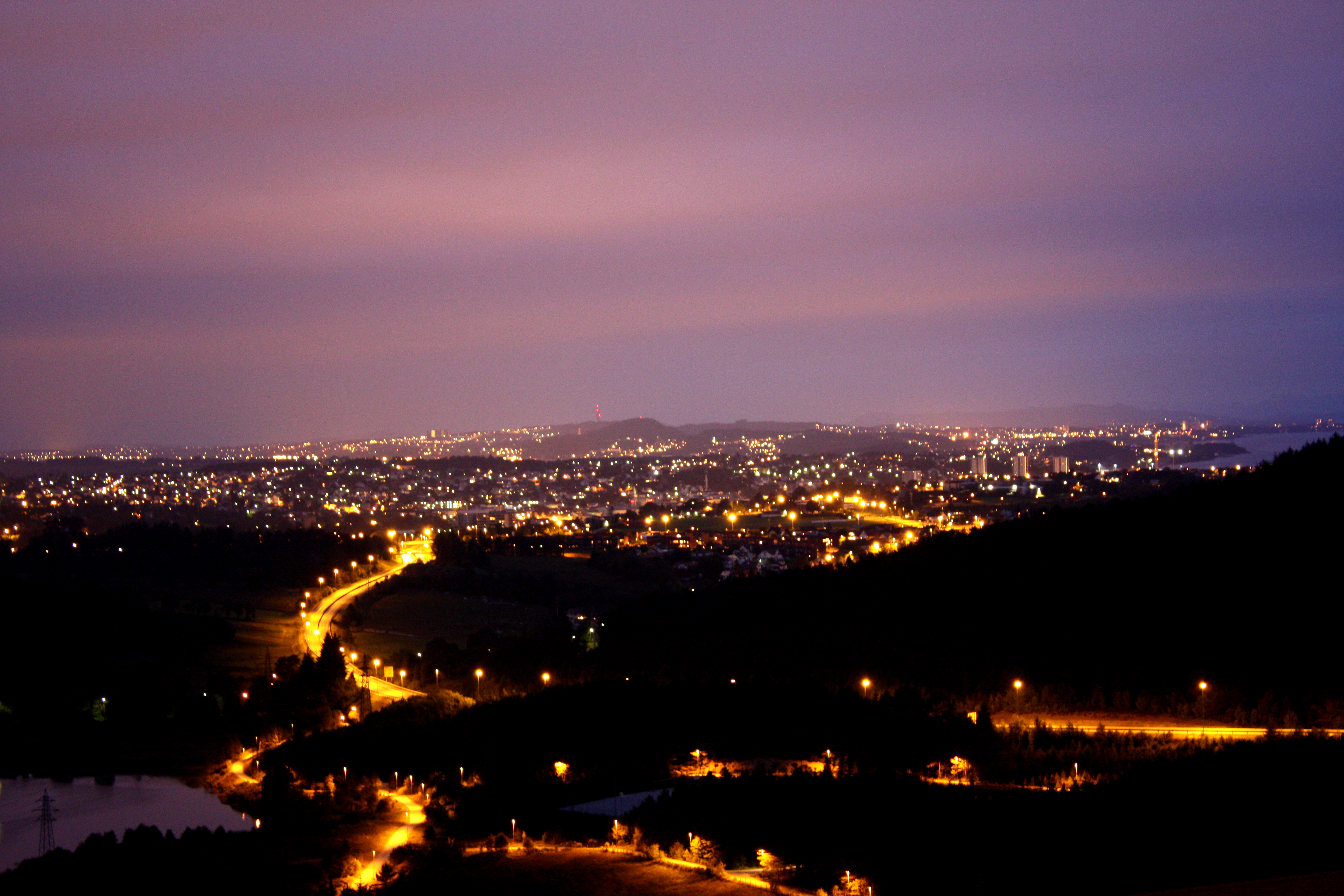

## أعلام
- ليندا ميدالين
- بيارن بيرنستن